# Vita Marissa

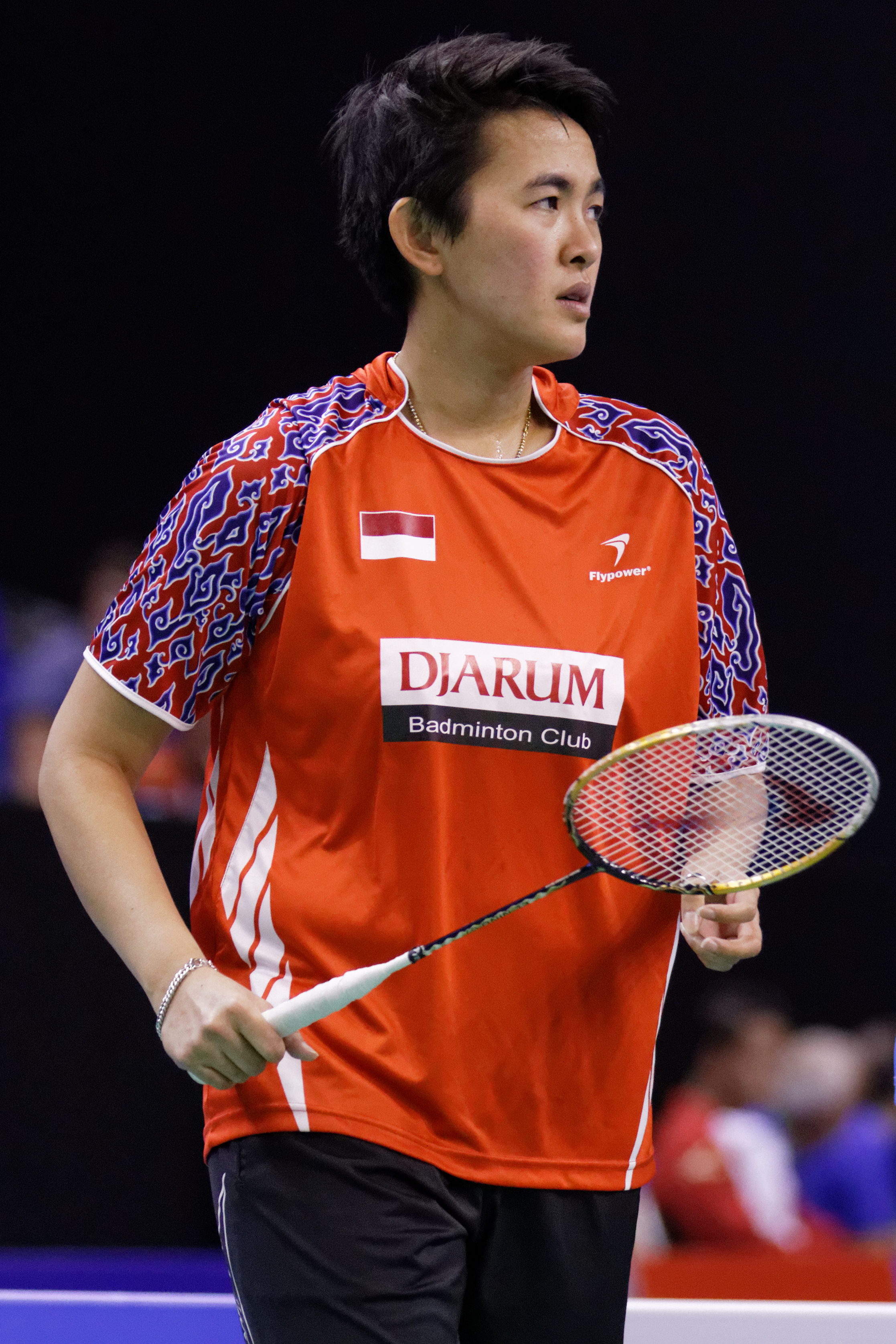
Vita Marissa, French Super Series 2013.

Vita Marissa (* 4. Januar 1981 in Jakarta) ist eine indonesische Badmintonspielerin.

## Karriere
Vita Marissa verzeichnet an Erfolgen unter anderem den zweimaligen Gewinn der Asienmeisterschaft und Bronze bei Weltmeisterschaften 2007. Bei Olympia 2008 wurde sie Vierte im Mixed und Neunte im Doppel, 2004 Fünfte im Mixed.

## Erfolge
| Saison | Veranstaltung              | Disziplin   | Platz | Name                                   |
| ------ | -------------------------- | ----------- | ----- | -------------------------------------- |
| 1998   | Juniorenweltmeisterschaft  | Damendoppel | 3     | Eny Widiowati / Vita Marissa           |
| 1999   | Indonesia Open             | Damendoppel | 3     | Emma Ermawati / Vita Marissa           |
| 2001   | Indonesia Open             | Damendoppel | 1     | Deyana Lomban / Vita Marissa           |
| 2001   | Indonesische Meisterschaft | Damendoppel | 1     | Minarti Timur / Vita Marissa           |
| 2001   | Asienmeisterschaft         | Damendoppel | 2     | Deyana Lomban / Vita Marissa           |
| 2001   | Asienmeisterschaft         | Mixed       | 3     | Tony Gunawan / Vita Marissa            |
| 2001   | Japan Open                 | Mixed       | 3     | Nova Widianto / Vita Marissa           |
| 2002   | Indonesia Open             | Mixed       | 2     | Nova Widianto / Vita Marissa           |
| 2002   | Asienspiele                | Mixed       | 3     | Nova Widianto / Vita Marissa           |
| 2002   | Japan Open                 | Mixed       | 2     | Nova Widianto / Vita Marissa           |
| 2003   | Asienmeisterschaft         | Mixed       | 1     | Nova Widianto / Vita Marissa           |
| 2003   | Chinese Taipei Open        | Mixed       | 2     | Nova Widianto / Vita Marissa           |
| 2003   | All England                | Mixed       | 3     | Nova Widianto / Vita Marissa           |
| 2004   | All England                | Mixed       | 3     | Nova Widianto / Vita Marissa           |
| 2004   | Asienmeisterschaft         | Mixed       | 3     | Nova Widianto / Vita Marissa           |
| 2005   | Chinese Taipei Open        | Mixed       | 2     | Devin Lahardi Fitriawan / Vita Marissa |
| 2007   | Singapur Open              | Mixed       | 1     | Flandy Limpele / Vita Marissa          |
| 2007   | China Masters              | Damendoppel | 1     | Liliyana Natsir / Vita Marissa         |
| 2007   | Swiss Open                 | Damendoppel | 3     | Greysia Polii / Vita Marissa           |
| 2007   | Weltmeisterschaft          | Mixed       | 3     | Flandy Limpele / Vita Marissa          |
| 2008   | Asienmeisterschaft         | Mixed       | 1     | Flandy Limpele / Vita Marissa          |
| 2009   | Asienmeisterschaft         | India Open  | 1     | Flandy Limpele / Vita Marissa          |